# Julian Paździor
Julian Paździor (ur. 2 kwietnia 1924 w kolonii Bezek koło Chełma, zm. 7 czerwca 1982 w Ciechocinku) – generał brygady pilot Wojska Polskiego, doktor nauk humanistycznych.

## Życiorys
Służbę wojskową rozpoczął 22 sierpnia 1944 na terenie Lubelszczyzny. Służył jako kierowca w samodzielnym batalionie pancernym, a od października 1944 został na własną prośbę przeniesiony do dywizjonu lotniczego w 9 zapasowym pułku piechoty w Lublinie-Majdanku. Od listopada 1944 był podchorążym w Wojskowej Szkole Lotniczej w Zamościu, następnie w Wojskowej Szkole Pilotów w Dęblinie i Oficerskiej Szkole Lotniczej w Dęblinie. Od stycznia 1947 przebywał na kursie pilotażu na samolotach bombowych, który ukończył z I lokatą we wrześniu 1948. Został promowany na chorążego pilota przez szefa Sztabu Generalnego WP gen. broni Władysława Korczyca. Od października 1948 rozpoczął kurs zastępców dowódców batalionu w Wyższej Szkole Oficerów Polityczno-Wychowawczych w Rembertowie. Kurs ten ukończył w lutym 1949 i został zastępcą dowódcy eskadry do spraw politycznych w 7 pułku bombowców nurkujących. W 1950 ukończył Liceum dla Pracujących w Poznaniu. W 1950 przeszedł z korpusu oficerów politycznych do korpusu oficerów lotnictwa i został wyznaczony na dowódcę klucza w 7 pułku lotnictwa bombowego w Bydgoszczy. Od lutego 1951 był pomocnikiem dowódcy eskadry do spraw pilotażu. W sierpniu 1951 został przeniesiony do 33 pułku lotnictwa bombowego na stanowisko dowódcy eskadry.
We wrześniu 1952 został skierowany do Dowództwa Wojsk Lotniczych w Warszawie na stanowisko inspektora techniki pilotażu w Oddziale Wyszkolenia Bojowego sztabu Wojsk Lotniczych. Od sierpnia 1953 pomocnik do spraw pilotażu dowódcy 15 Dywizji Lotnictwa Bombowego w Modlinie.
W sierpniu 1954 roku będąc w stopniu majora został wyznaczony na stanowisko dowódcy 15 Dywizji Lotnictwa Bombowego, które sprawował do 1959 roku. W latach 1955–1956 przebywał na Wyższym Kursie Akademickim w Wojskowej Akademii Lotniczej w Monino koło Moskwy. W listopadzie 1959 został wyznaczony na dowódcę 3 Korpusu Obrony Przeciwlotniczej Obszaru Kraju (od lipca 1962  - 3 Korpusu Obrony Powietrznej Kraju). W 1961 ukończył w trybie eksternistycznym Technikum Budowy Silników Lotniczych we Wrocławiu. W październiku 1963 roku uchwałą Rady Państwa PRL mianowany generałem brygady; nominację wręczył mu w Belwederze Przewodniczący Rady Państwa Aleksander Zawadzki w obecności ministra obrony narodowej marszałka Polski Mariana Spychalskiego. W lipcu 1967 ukończył w trybie zaocznym studia w Akademii Sztabu Generalnego WP w Warszawie.  W sierpniu 1967 roku usunięty z zawodowej służby wojskowej za antysemickie wystąpienia, których dopuścił się na zebraniu partyjnym. Jednocześnie decyzją Centralnej Komisji Kontroli Partyjnej został wykluczony z szeregów PZPR (członkostwo w partii przywrócono mu w 1971). Po zwolnieniu z WP pracował na stanowisku zastępcy dyrektora do spraw administracyjno-handlowych w Zakładach Hutniczo-Przetwórczych "Hutmen" we Wrocławiu.
Ponownie przywrócony do WP 19 września 1972 roku objął stanowisko komendanta Wyższej Oficerskiej Szkoły Radiotechnicznej im. kpt. Sylwestra Bartosika w Jeleniej Górze. Szkoła ta podlegała dowódcy Wojsk Obrony Powietrznej Kraju. W 1974 ukończył kurs operacyjno-strategiczny w Wojskowej Dowódczej Akademii Obrony Powietrznej w Kalininie. W 1975 kierowana przez niego szkoła oficerska została wyróżniona przez MON za wyniki w szkoleniu i działalności służbowej. Był prezesem Zarządu Wojewódzkiego ZBoWiD w Jeleniej Górze i członkiem Rady Naczelnej tej organizacji, a także członkiem Wojewódzkiej Rady Narodowej we Wrocławiu. W latach 1972–1981 był prezesem Aeroklubu Jeleniogórskiego, a w latach 1974-1978 członkiem Zarządu Głównego Aeroklubu PRL i przewodniczącym Komisji Spadochronowej Aeroklubu. W 1976 przewodniczył polskiej ekipie na spadochronowe mistrzostwa świata w Rzymie. W 1978 uchwałą Rady Wydziału Nauk Pedagogicznych Wojskowej Akademii Politycznej w Warszawie, po obronie rozprawy uzyskał stopień doktora nauk humanistycznych.
21 września 1981 roku został szefem Wojewódzkiego Sztabu Wojskowego w Krakowie.
Zmarł 7 czerwca 1982 roku w Ciechocinku. Pochowany 11 czerwca 1982 roku na Cmentarzu Komunalnym Majdanek, w kwaterze wojskowej (kwatera S4Z5/2/12).

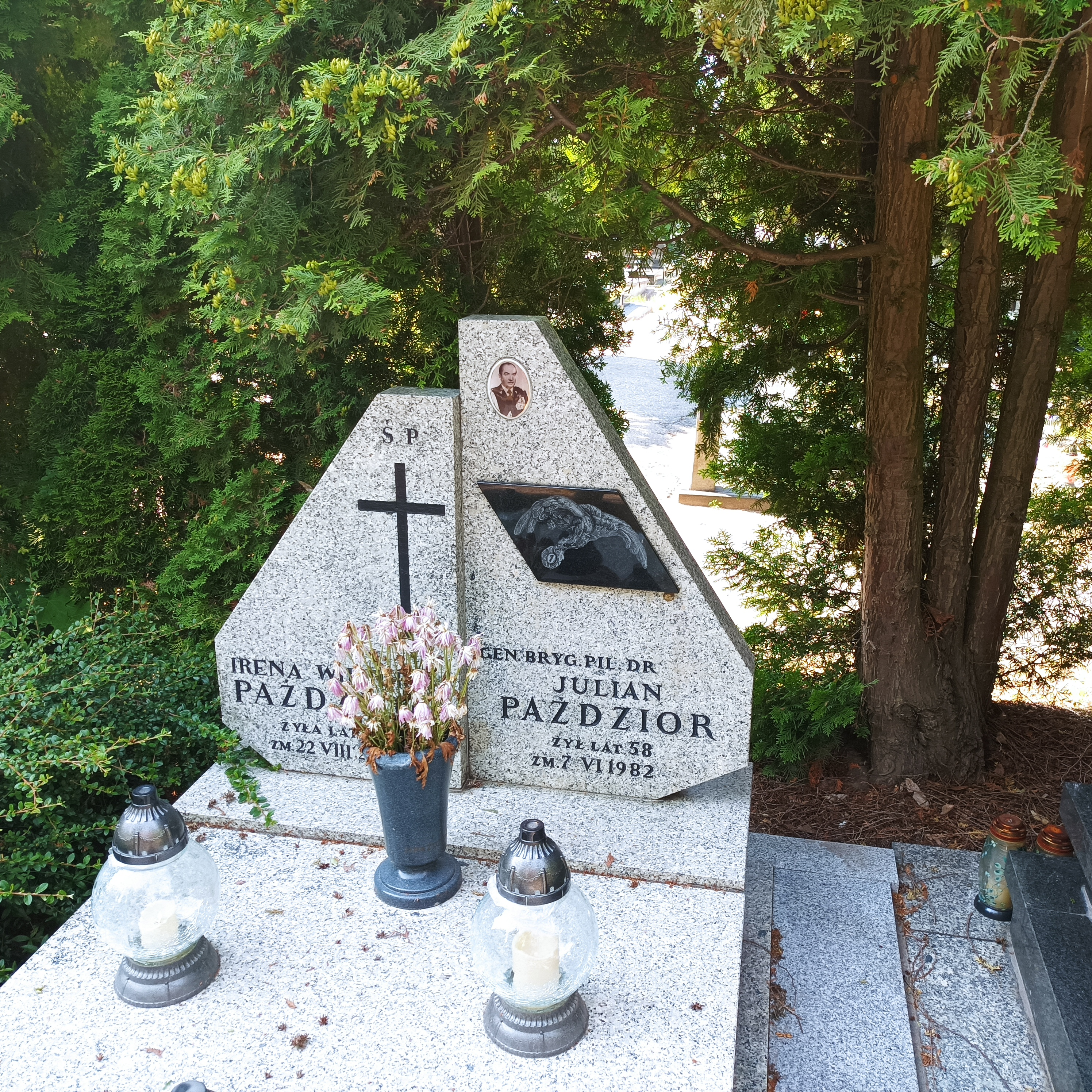
Grób gen. Juliana Paździora na cmentarzu komunalnym na Majdanku w Lublinie

Był pilotem wojskowym z nalotem około 2500 godzin. Był pierwszym polskim pilotem przeszkolonym i latającym na odrzutowych samolotach bojowych Ił-28 i jako dowódca 15 Dywizji Lotnictwa Bombowego przezbroił i przeszkolił personel w ich użytkowaniu. Na stanowisku dowódcy korpusu kierował jego przezbrojeniem w przeciwlotnicze zestawy rakietowe i nowe samoloty MiG-21.

## Awanse
- chorąży pilot - 1948
- podporucznik - 1949
- porucznik - 1950
- kapitan - 1952
- major - 1953
- podpułkownik - 1954
- pułkownik - 1957
- generał brygady - 1 października 1963 roku uchwałą Rady Państwa PRL

## Odznaczenia
- Order Sztandaru Pracy II klasy (1964)
- Krzyż Oficerski Orderu Odrodzenia Polski (1973)
- Krzyż Kawalerski Orderu Odrodzenia Polski (1959)
- Srebrny Krzyż Zasługi (1952)
- Medal 10-lecia Polski Ludowej
- Medal 30-lecia Polski Ludowej
- Medal jubileuszowy „60 lat Sił Zbrojnych ZSRR”
- Order Czerwonej Gwiazdy (Czechosłowacja) (1979)
- Odznaka "Zasłużony Działacz Lotnictwa Sportowego"
- Złota odznaka „Zasłużonemu w Rozwoju Województwa Katowickiego” (1964)[2]
- Odznaka z plakietką "Za zasługi dla Aeroklubu PRL"

I inne.

## Życie prywatne
Syn Józefa (1900-1979), rolnika i Teofili z domu Staszak (1907-1978). Od 1949 żonaty z Ireną Wiktorią z domu Latawiec (1928-2014). Miał dwie córki i syna.